# Christophe Paillé
Pas d'image ? Cliquez ici

a Compétitions nationales et continentales officielles uniquement.

Dernière mise à jour le 5 mai 2023.
Christophe Paillé, né le 23 mai 1973 à Pau, est un ancien joueur de rugby à XV évoluant au poste de trois-quarts centre (1,75 m pour 78 kg) à la  Section paloise.

## Carrière

### En club
Christophe Paillé a fait ses premiers pas de rugbyman au sein de l'U.S. Josbaig avant de rejoindre le FC Oloron, où il a évolué jusqu'en 1995, année où il signe à la Section paloise.
En 1996, il a disputé la finale du Challenge Yves du Manoir 1995-1996 avec Pau contre Brive, qu'il a perdu. Cependant, sa performance exceptionnelle tout au long de la saison lui a valu une cape en équipe de France A contre le Pays de Galles A dans le cadre du Tournoi. Le maillot du match est exposé fièrement dans le club-house de l'U.S. Josbaig.
L'année suivante, en 1997, il remporte la finale du Coupe de France de rugby à XV 1996-1997 avec la Section face à Bourgoin-Jallieu à Nîmes et a disputé la Heineken Cup. La même année, la Section s'incline en demi-finale du championnat face à Brive sur une action controversée impliquant Alain Penaud.
À la fin de la saison 1997, Christophe Paillé signe avec le RC Toulon. Cependant, il retourne à Pau en 1998 et y joue jusqu'en 2002. Ensuite, il est retourné au FC Oloron jusqu'en 2004 avant de revenir à l'U.S. Josbaig où il a apporté toute son expérience du haut niveau la saison suivante,.
Au niveau européen, Christophe Paillé a disputé quatre matches de la Heineken Cup sous les couleurs de Pau lors de la saison 1996-1997. La saison suivante, il a joué six matches de Challenge européen 1996-1997 avec Toulon. En 1998-1999, il a disputé cinq matches de Challenge européen 1998-1999 avec Pau, suivi de trois matches de la même compétition en 1999-2000. La saison 2000-2001 l'a vu jouer deux matches de la Heineken Cup avec Pau, suivis de deux matches de Challenge européen 2001-2002.
Au total, Christophe Paillé a connu une carrière remarquable en tant que joueur de rugby professionnel. Il a joué pour plusieurs équipes de premier plan, notamment la Section et le RC Toulon, et a participé à plusieurs compétitions européennes prestigieuses.

## Palmarès

### En club

#### Avec laSection paloise
- Bouclier européen :
  - Vainqueur (1) : 2000
- Challenge Yves du Manoir :
  - Vainqueur (1) : 1997
  - Finaliste (1) : 1996

### Autres sélections
- International France B : 1 sélection en 1996 (Pays de Galles A)